# Dominik
Dominik je moško osebno ime.

## Izvor imena
Ime izhaja iz latinskega imena Dominicus s prvotnim pomenom »pripadajoč, posvečen gospodu«. Tak pomen izkazujeta latinski pridevnik dominicus v pomenu »gospodov, gospodarjev; gosposki, cesarjev« in samostalnik dominus v pomenu »gospodar, gospod; lastnik, posestnik; prireditelj; gostitelj; vladar; soprog, ljubček«.

## Različice imena
- moške različice imena: Domen, Domenik, Domi, Domin, Domine, Dominko, Domo, Minko
- ženske različice imena: Dominika
- sorodno ime: Nedeljko

## Tujejezične različice imena
- pri Čehih, Madžarih, Nemcih, Poljakih, Slovakih: Dominik
- pri Angležih, Nemcih itd: Domenic, Dominic
- pri Italijanih: Domenico
- pri Francozih: Dominique
- pri Špancih: Domingo, Domènec?
- pri Kataloncih zlasti priimek: Domènech
- pri Portugalcih: Domingos

## Pogostost imena
Po podatkih Statističnega urada Republike Slovenije je bilo na dan  1. januar 2023 v Sloveniji število moških oseb z imenom Dominik: 1786. Med vsemi moškimi imeni pa je ime Dominik po pogostosti uporabe uvrščeno na 129. mesto.

## Osebni praznik
V našem koledarju z izborom svetniških imen, udomačenih med Slovenci in njihovimi godovnimi dnevi po novem bogoslužnem koledarju je ime Dominik zapisano 3 krat. Pregled godovnih dni v katerih poleg Cirila godujejo še Dominko, Nedeljko in osebe katerih imena nastopajo kot različice navedenih imen.
- 6. maj, Dominik Savio, dijak († 6. maja 1857)
- 8. avgust, sv. Dominik, ustanovitelj reda Dominikancev († 6. avg. 1221)
- 20. december, Dominik Siloški, opat (†20. dec. 1073)

## Zanimivosti
- Ime Dominik je pri katoličanih navadno dobil otrok, rojen v nedeljo; to je na »Gospodov dan«
- Dominik je tudi ime svetnika, ki je živel od leta 1170 do 1221 in je ustanovitelj meniškega reda dominikancev.
- Po sv. Dominiku se imenuje tudi država Dominikanska republika.